# Slaheddine Ben Mbarek
Pour les articles homonymes, voir Ben M’Barek.
Slaheddine Ben Mbarek (arabe : صلاح الدين بن مبارك), né le 1er septembre 1936 à Béja et mort le 22 juillet 2014 à Tunis, est un homme politique et diplomate tunisien.

## Biographie
Entré au gouvernement pour la première fois au poste de ministre du Commerce, dans le gouvernement Nouira entre 1977 et 1980, il est par la suite nommé ministre dans plusieurs gouvernements successifs, aussi bien sous la présidence de Habib Bourguiba que sous celle de son successeur Zine el-Abidine Ben Ali. Peu avant sa mort, son nom est cité dans une liste de personnalités proposées pour diriger un gouvernement d’unité nationale.
Ambassadeur de Tunisie en Belgique, où il est chargé des relations avec l’Union européenne, puis en Allemagne de l'Ouest, il assume également les fonctions de PDG de l'Office du commerce de la Tunisie et de la Banque de coopération du Maghreb arabe. Dans le domaine sportif, il préside par ailleurs le club omnisports de sa ville natale, l’Olympique de Béja, en 1984-1985. 
Mort le 22 juillet 2014, il est inhumé au cimetière Sidi Salah Zlaoui de Béja.